# Лукечешть (Сучава)
Лукечешть, Лукечешті (рум. Lucăcești) — село у повіті Сучава в Румунії. Входить до складу комуни Дрегоєшть.
Село розташоване на відстані 344 км на північ від Бухареста, 17 км на південний захід від Сучави, 119 км на захід від Ясс.

## Населення
За даними перепису населення 2002 року у селі проживали 277 осіб, усі — румуни. Усі жителі села рідною мовою назвали румунську.